# Ján Futák
Ján Futák (ur. 13 stycznia 1914 w Turovej k. Zwolenia, zm. 7 lipca 1980 w Bratysławie) – słowacki duchowny katolicki, a zarazem botanik, jeden z najlepszych znawców flory Słowacji i czołowych działaczy ochrony przyrody w tym kraju.
Kształcił się w gimnazjach w Zwoleniu i w Bańskiej Bystrzycy (1928–1932). W tym drugim mieście do nauk przyrodniczych zachęcił go jego gimnazjalny profesor, entomolog Ján Roubal. W tym czasie J. Futák opublikował swe pierwsze prace z zakresu botaniki (1932). W latach 1932–1937 studiował nauki przyrodnicze i teologię w Strasburgu. Początkowo pracował jako ksiądz w parafii w Krupinie, w latach 1937–1940 był kapelanem słowackich emigrantów we Francji.
Doktorat uzyskał w 1937 r. Od 1940 pracował w Bratysławie w instytucjach zajmujących się botaniką i ochroną przyrody. W latach 1955–1975 kierował Zakładem Systematyki Roślin w Instytucie Botaniki Słowackiej Akademii Nauk (SAV), a od 1975 r. pracował w Instytucie Eksperymentalnej Biologii i Ekologii tejże Akademii. Wykładał też na bratysławskim Uniwersytecie (od 1947 r. jako docent). Zajmował się m.in. florą Tatr oraz przenikaniem gatunków ciepłolubnych wzdłuż doliny Hronu do Kotliny Bańskobystrzyckiej.
Równocześnie od 1946 r. był jednym z najaktywniejszych słowackich działaczy ochrony przyrody. Był współtwórcą słowackiej ustawy z 1955 r. o ochronie przyrody, współtworzył parków narodowych, w tym słowackiego Tatrzańskiego Parku Narodowego (był przewodniczącym jego rady, potem jej wiceprzewodniczącym). Przez szereg lat był prezesem Słowackiego Towarzystwa Botanicznego (1959–1968), a następnie został członkiem honorowym tegoż towarzystwa (w 1974 r.) oraz Czechosłowackiego Towarzystwa Botanicznego.
Był autorem wielu prac z dziedziny florystyki, systematyki roślin, fitosocjologii oraz ochrony przyrody z terenu Słowacji. Wraz z Karelem Dominem był autorem dzieła Bibliografia k flóre ČSR do r. 1952 (Bratysława 1960), a także inicjatorem, redaktorem i współautorem fundamentalnego dzieła pt. Flóra Slovenska (tom 1–3, Bratysława 1966–1982).